# Bitwa pod Altenesch

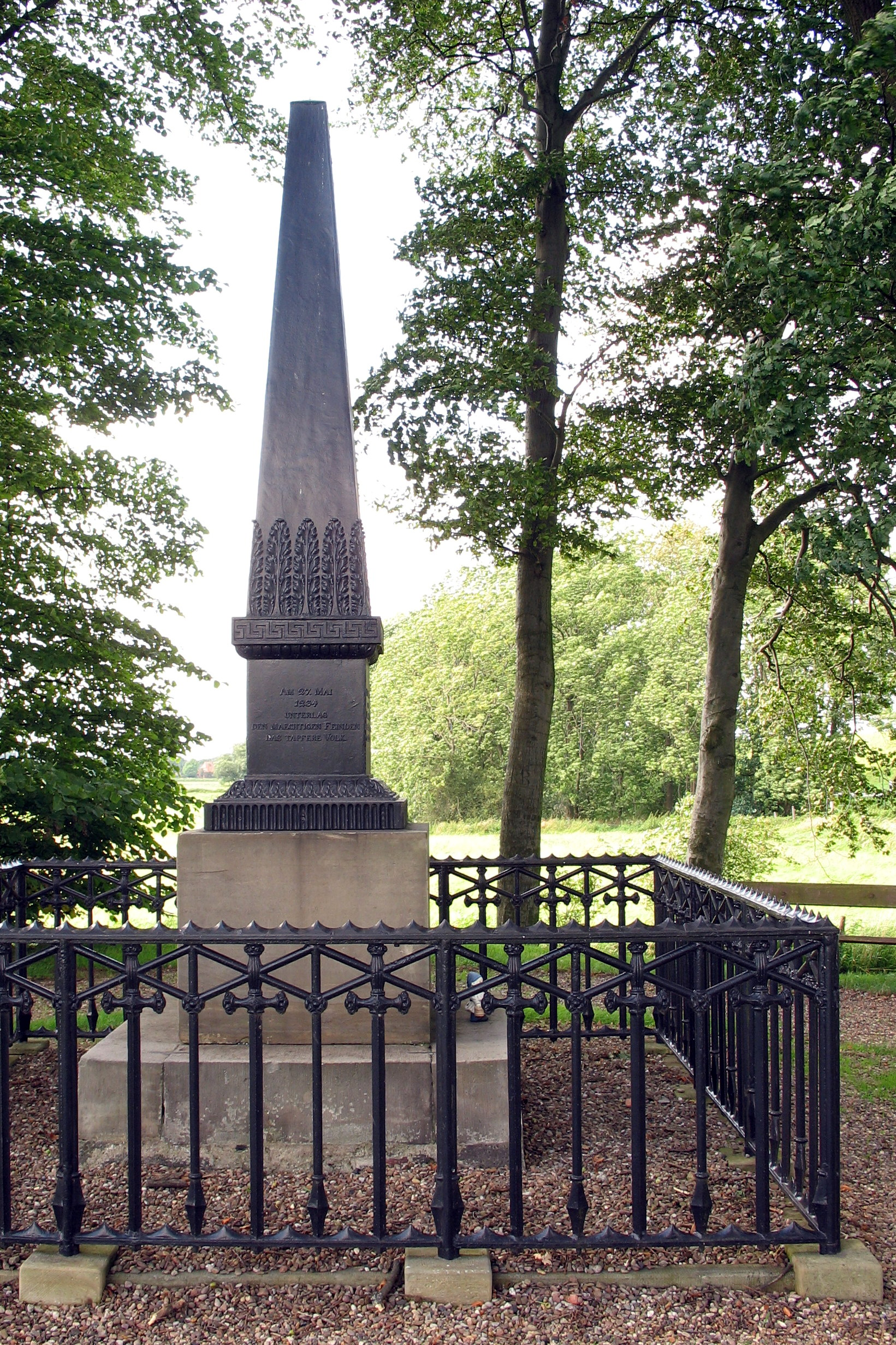
Pomnik upamiętniający bitwę pod Altenesch

Bitwa pod Altenesch – decydująca bitwa antyfeudalnego powstania chłopskiego, stoczona 27 maja 1234 roku pod Altenesch, zakończona klęską powstańców.
Na przełomie XII i XIII wieku pokryte mokradłami rejony Stedingen zasiedlone zostały przez grupy chłopów przybyłych tu z Niderlandów. Nowi osiedleńcy wprowadzając nowoczesne metody użyźnili ziemię, czerpiąc z upraw coraz większe zyski. Wzrost bogactwa Stedingerów stał się zaczątkiem konfliktu z miejscowymi władcami, którym chłopi odmówili płacenia danin i podatków. Dodatkowo tereny zasiedlone przez chłopów nie były do końca schrystianizowane i wielokrotnie spotykano się tam z reliktami starogermańskich wierzeń. Dla miejscowych władców fakt ten był wystarczającym powodem do uznania Stedingerów jako pogan i wszczęcia przeciwko nim zbrojnej krucjaty.

## Napływ osadników niderlandzkich
W roku 1106 zmarł cesarz Henryk IV Salicki opowiadający się za pokojowym rozwiązaniem konfliktów chłopskich z feudałami. W tym czasie chłopi niderlandzcy rozpoczęli starania u arcybiskupa Bremy o nadanie im leżących dotąd odłogiem terenów ziemskich położonych nad Dolną Wezerą. Gdy w Niderlandach zaczęło brakować ziemi, chłopi rozpoczęli wędrówkę w kierunku wschodnim. Uważając Holendrów za znakomitych fachowców, arcybiskup Bremy nadał im liczne posiadłości na mocy formalnego układu. Po zwerbowaniu ochotników w Niderlandach chłopi opuścili ziemie Fryzji osiedlając się w okolicach Bremy. Nowi mieszkańcy Stedingen szybko zdobyli uznanie jako wybitni fachowcy z budowaniu grobli i odwadnianiu okolicznych terenów. Gdy po latach pozycja Stedingerów znacznie wzrosła, pojawiły się pierwsze oznaki niechęci ze strony arcybiskupstwa Bremy oraz kleru, starających się wszelkimi możliwymi środkami powstrzymać gospodarczą ekspansję Holendrów. Wnet rozpoczęto represje wobec chłopów, na których wielokrotnie napadano. Ofiarami napastników stały się żony i córki Stedingerów które to gwałcono, uprowadzano i za które wymuszano wysoki okup.

## Początek konfliktu
Brutalne postępowanie feudałów zmusiło w końcu chłopów do reakcji. W roku 1204 wygnano ze okolic Stedingen osiadłe tam rodziny rycerzy i namiestników. Zaprzestano płacenia całej sumy podatków, ograniczając je do minimum. Kilka lat po tych wydarzeniach nowy biskup Bremy- hrabia von Oldenburg wysłał swoje siły, które wtargnęły w rejon Stedingen, niszcząc wzniesione tam wały i umocnienia wokół osady. W odpowiedzi chłopi zaatakowali rycerzy biskupa, spalili też kilka posiadłości feudałów. W stoczonej pod miejscowością Hoya bitwie, Stedingerowie zostali co prawda pobici, nie osłabiło ich to jednak i wkrótce ponownie celem ich ataku stały się posiadłości szlachty m.in. zamki Schlutter oraz Stotel nad Wezerą, które zniszczono. W konsekwencji Stedingerowie stali się praktycznie niezależni, nie podlegając władcom feudalnym. Jeden z nich Gerhard II von der Lippe przeprowadził zbrojną interwencję przeciwko Stedingerom. Wsparł go m.in. jego brat Hermann von der Lippe z rycerzami, którzy w roku 1229 starli się z chłopami w walnej bitwie. Pomimo przewagi ciężkozbrojnego rycerstwa, uzbrojeni jedynie w drewniane dzidy z krótkimi żelaznymi grotami i niewielką liczbę mieczy Stedingerzy pobili przeciwnika zabijając Hermana w walce.

## Krucjaty przeciwko Stedingerom
Dnia 17 marca 1230 r. biskup Bremy na zwołanym w mieście synodzie (Bremer Fastensynode) zarzucił Stedingerom szereg nieprawości i skrytykował ich pogańskie zwyczaje. Uznając ich za heretyków i pogan, biskup nałożył na Stedingerów klątwę kościelną. Odpowiadając na apel arcybiskupa Bremy papież Grzegorz IX zwrócił się do rycerstwa z Dolnej Saksonii i Westfalii do zbrojnej wyprawy przeciwko Stedingerom. Dnia 6 lipca 1233 (w toku tzw. I krucjaty przeciwko Stedingerom) pod Hemelskamp doszło do bitwy w której Stedingerowie pobili rycerstwo feudalne. W bitwie tej śmierć poniósł dowodzący oddziałem feudałów hrabia Burchard von Oldenburg. W kolejnym roku doszło do II krucjaty w której udział wzięli rycerze z Nadrenii, Holandii, Flandrii i Brabancji. Siły feudalne zebrały się koło Bremy. Jej trzon stanowiło głównie rycerstwo, pojawiły się też oddziały z okolicznych hrabstw i grupy knechtów. Znaczną liczbę stanowiła uzbrojona w kusze i oszczepy piechota. W przeciwieństwie do rycerstwa, Stedingerowie nie posiadali dobrego uzbrojenia, ich oddziały były za to ruchliwsze. Do obrony służyły im niewielkie, okrągłe skórzane tarcze a główną bronią były długie dzidy i maczugi, niewielu nosiło krótkie miecze. W trakcie walki Stedingerzy tworzyli naszpikowany dzidami czworobok (na wzór późniejszych czworoboków tworzonych przez landsknechtów). Ochronę piechocie dawała lekka jazda Stedingerów, która osłaniała ich flanki i tyły.

## Bitwa
Dnia 27 maja 1234 r. nastąpił marsz rycerstwa podzielonego na dwie grupy. Pierwszy oddział z Bremy skierował się ku Stedingen, drugi natomiast popłynął na płaskich łodziach rzeką Wezerą. Pomimo że wywiadowcy Stedingerów dostrzegli ruchy obu grup, nie zdecydowano się na zaatakowanie obu grup oddzielnie. Umożliwiło to grupie podążającej rzeką na niespodziewany desant i zajęcie stanowisk na lądzie. Stedingerzy obawiający się ataku z dwóch stron zmuszeni byli przegrupować swoje siły. Na czele chłopów stali Boleke von Bardenfleth, Tammo von Huntorf oraz Detmar tom Diek, którzy zajęli stanowiska w otoczonej wałem ziemnym wiosce Altenesch. Liczebna przewaga rycerstwa feudalnego zmusiła Stedingerów do podjęcia decyzji o gwałtownym wypadzie poza wały i ataku na przeciwnika. W chwili gdy pierwsze szyki rycerzy rzuciły się do panicznej ucieczki, nastąpił atak hrabiego Henryka von Oldenburg-Wildeshausen, który z wyciągniętą lancą poprowadził swój oddział przeciwko Stedingerom. Młody książę Brabancji uderzył na lewą flankę chłopów, zmuszając do ucieczki słabo uzbrojoną jazdę przeciwnika ochraniającą jego boki. Decydujący cios zadał oddział Dietricha hrabiego von Cleve, który przedarł się przez szyki chłopów, rozbijając ich szyki.

## Po bitwie
Wielu z uciekających chłopów utonęło podczas próby przeprawy przez Wezerę. Po bitwie zwycięzcy w okrutny sposób rozprawili się z grupą 400 kobiet, dzieci i starców, których zabito. Po stronie rycerstwa straty były równie dotkliwe. Z rzeki wyłowiono tylko ciała najmożniejszych Stedingerów, których pochowano później w kościele dawnej miejscowości Versfleth. Większą część poległych pochowano w masowym grobie w rejonie Ochtum. 
Pomimo klęski w bitwie, Stedingerom udało się przetrwać. Wielu z nich uciekło do Fryzji, by po jakimś czasie stamtąd powrócić. Udało im się nawet porozumieć z biskupem Bremy i otrzymać w posiadania część zajmowanych wcześniej terenów. Nie było im dane jednak powrócić do stanu z roku 1226, gdzie byli oni całkowicie niezależni od kleru i szlachty.
W roku 1834 na wzgórzu St. Veit koło Ochtum wzniesiono pomnik upamiętniający walkę Stedingerów i ich porażkę pod Altenesch.